# Itbayat
Itbayat (Bayan ng Itbayat) är en kommun i Filippinerna. Kommunen ligger på ön Luzon, och tillhör provinsen Batanes. Folkmängden uppgår till 2 867 invånare år 2015.
Itbayat är indelat i 5 barangayer.